# 聖哈辛托縣 (德克薩斯州)
聖哈辛托縣（英語：San Jacinto County）是美國德克薩斯州東南部的一個縣。面積1,626平方公里。根據美國2000年人口普查，共有人口22,246人。縣治冷泉（Coldspring）。
成立於1870年8月13日，縣政府於12月1日成立。縣名紀念決定德克薩斯革命的聖哈辛托之役（戰場於聖哈辛托河哈里斯縣段，河名因多風信子而來）。